# Šontál
Šontál je zaniklý hrad v okrese Tachov. Stál na ostrohu jižně od vesnice Krásné Údolí u Černošína v okrese Tachov v nadmořské výšce asi 450 metrů. Dochovaly se z něj pouze terénní pozůstatky, které jsou chráněny jako kulturní památka.

## Historie

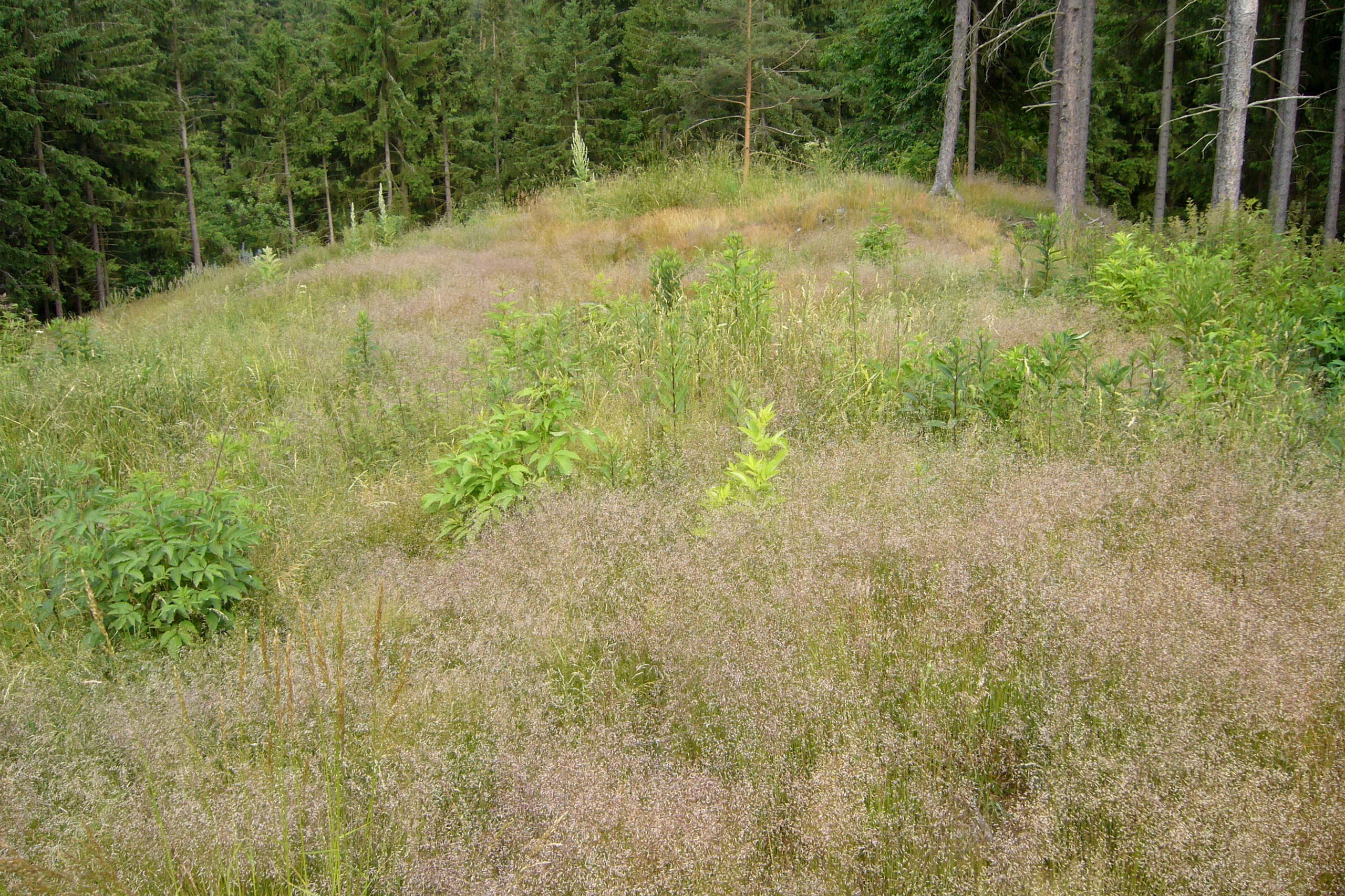
Plocha hradního jádra

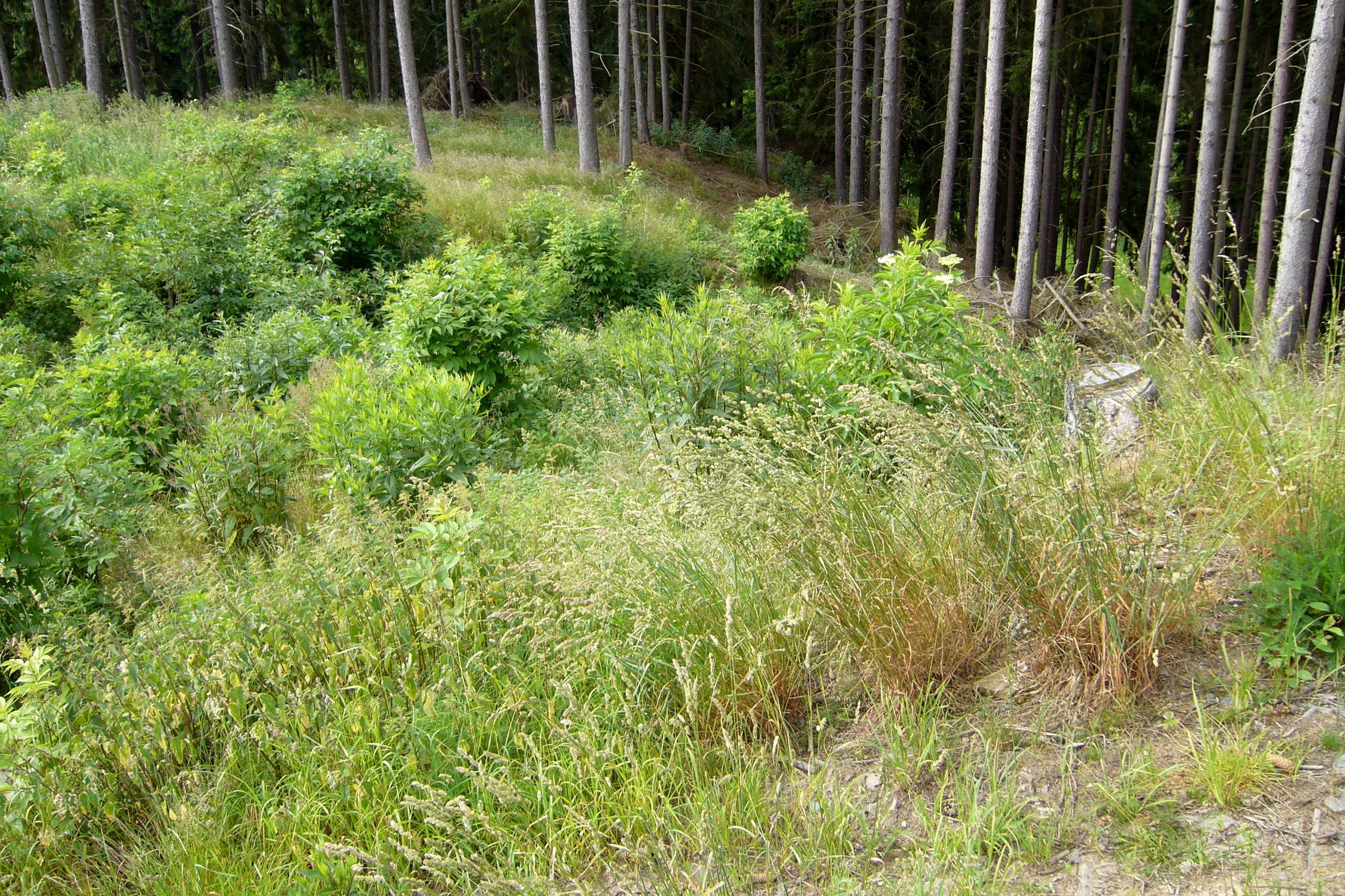
Příkop

První písemná zmínka pochází z roku 1379, kdy jej vlastnil jistý Kavan. Není známo z jakého rodu pocházel, možná patřil k Zádubským z Šontálu, kteří v patnáctém století vlastnili tvrz v Zádubu. Po hradu se psal také Jan Lička (Licek), který byl od roku 1477 hejtman na Krasíkově a v roce 1496 svědčil při sepisování závěti Markéty z Rožmitálu, manželky Jindřicha ze Švamberka. Někdy v patnáctém století hrad i stejnojmenná vesnice zpustly a roku 1544 byly pusté vsi Lhota, Šontál, Střížov a Oparov uváděny jako součást panství Třebel v majetku Švamberků.

## Stavební podoba
Jádro jednodílného hradu se nacházelo v severní části ostrohu, který směřuje k nedalekému mlýnu. Ostroh je od okolního terénu oddělen příkopem, ale z dalšího opevnění se dochoval jen valovitý relikt na jižní straně jádra. Dlouhá prohlubeň podél severní strany dokládá existenci rozměrné podsklepené budovy. V nejlépe chráněné západní části stávala čtverhranná budova, z níž se dochovaly jen terénní pozůstatky.